# Miguel Ángel Russo
Miguel Ángel Russo (ur. 9 kwietnia 1946 w Lanús) – argentyński trener, były piłkarz grający na pozycji pomocnika w Estudiantes La Plata oraz reprezentacji Argentyny.
Został powołany do gry w reprezentacji Argentyny na Copa América 1983, w którym Argentyna odpadła w fazie grupowej. Grał również w eliminacjach do Mistrzostwa Świata 1986.
Miguel Ángel Russo w latach 2021–2022 był trenerem saudyjskiego Al-Nassr, a od 1 stycznia 2023 ponownie trenuje CA Rosario Central.

## Osiągnięcia

### Zawodnik
- Zwycięstwo Primera División: 1982 (Metropolitano), 1983 (Nacional)

### Trener
CA Lanús
- Zwycięstwo Primera B Nacional: 1991/1992

Estudiantes La Plata
- Zwycięstwo Primera B Nacional: 1994/1995

CA Vélez Sarsfield
- Zwycięstwo Primera División: 2004/2005 (Clausura)

CA Boca Juniors
- Zwycięstwo Primera División: 2019/2020
- Zdobycie Copa Libertadores: 2007
- Zdobycie Copa de la Liga Profesional: 2020

CA Rosario Central
- Zwycięstwo Primera B Nacional: 2012/2013

Millonarios FC
- Zwycięstwo Categoría Primera A: 2017 (Finalización)
- Zdobycie Superliga Colombiana: 2018